# Tsjûke en March
Tsjûke en March is een etiologische sage uit Friesland en geeft een verklaring van het ontstaan van de naam van het Tjeukemeer (Tsjûkemar).

## Het verhaal

### een eerste versie
Twee boerinnen kwamen terug van het melken toen ze een brandje ontdekten. De ene boerin droeg de melk en de andere droeg niets. De laatste zei dat de melk gebruikt moest worden om de brand te blussen, maar daar wilde de eerste niets van weten. Reden genoeg voor de boerin zonder melk om haar metgezellin uit te schelden voor Tsjûke en daarmee voor teef, want met Tsjûke werd een hond bedoeld. Het woord bleef gekoppeld aan de streek. En zo zou het Tsjûkemar zijn naam gekregen hebben.

### een tweede versie
Er waren eens twee zusjes, Tsjûke en March. Zij waren bij elkaar toen er brand uitbrak. Door de dichte rook verloren ze elkaar echter uit het zicht. Door elkaars naam te roepen probeerden ze elkaar te vinden. Nog lang waren hun stemmen in het gebied te horen, wie goed luisterde kon het verstaan Tsjûke, March, Tsjûke, March, Tsjûke, March...... En zo zou het Tsjûkemar zijn naam gekregen hebben.

## Standbeeld
In 1996 werd bij het gemaal van Echten aan het Lodo van Hamelpad bij het Tjeukemeer een standbeeld van Tsjûke en March geplaatst, dat was ontworpen door de beeldend kunstenaar Frits Stoop in een uitvoering van Stoop zelf en Alie Stoop-Jager.